# Yoanka González
Yoanka González Pérez (Villa Clara, Cuba, 9 de enero de 1976) es una ciclista cubana especialista en pruebas de pista que ganó la medalla de plata en la modalidad de puntuación en los Juegos Olímpicos de Pekín 2008, consiguiendo así la primera medalla en la historia del ciclismo cubano.
La prueba de puntuación de los Juegos de Pekín tuvo lugar el 18 de agosto en el Velódromo de Laoshan. Yoanka ganó un total de cuatro sprints puntuables, incluido el último, y obtuvo puntos en otros dos, acumulando un total de 18 puntos que le valieron la medalla de plata. El oro fue para la holandesa Marianne Vos y el bronce para la española Leire Olaberría.
Yoanka está casada con el ciclista cubano Pedro Pablo Pérez, quien también estaba clasificado para competir en Pekín, pero un accidente de tráfico poco antes de la cita olímpica le causó graves heridas, que aun le mantienen en el hospital. Yoanka decidió acudir a los Juegos para dedicarle un triunfo a su marido, por lo que la medalla conseguida tiene una especial carga emotiva. En sus primeras declaraciones tras la carrera, dijo: "Le dedico la medalla a Pedro que tanto deseaba este resultado. Luché por él todo lo que pude, él me dio fuerzas para seguir adelante cuando sentí que flaqueaba". También dijo que es una medalla de todo el pueblo cubano.
Además de la medalla olímpica, en el palmarés de Yoanka González se cuenta el título de campeona mundial de la modalidad de Scratch en los Mundiales de Melbourne 2004, y la medalla de bronce de la modalidad de Puntuación en los Mundiales de Stuttgart 2003.
Ha participado en cuatro ediciones de los Juegos Panamericanos, consiguiendo un total de siete medallas, dos de ellas de oro. En los últimos Juegos de Rio 2007 consiguió la victoria en la prueba de Puntuación, mientras que en los de Santo Domingo 2003 se hizo con el triunfo en la prueba de fondo en carretera.
Su primera participación olímpica fue en los Juegos de Atenas 2004, donde acabó 10.ª en la prueba de puntuación.

## Resultados
| Año  | Competición                      | Lugar                   | Resultado                                                        |
| ---- | -------------------------------- | ----------------------- | ---------------------------------------------------------------- |
| 1995 | Juegos Panamericanos             | Mar del Plata           | 2ª en Persecución                                                |
| 1997 | Campeonato Panamericanos de Ruta |                         | 3ª en Ruta                                                       |
| 1999 | Juegos Panamericanos             | Winnipeg                | 2ª en Persecución 2ª en Ruta                                     |
| 2000 | Campeonato Panamericanos de Ruta | Bucaramanga             | 3ª en Ruta                                                       |
| 2003 | Campeonato del Mundo             | Stuttgart               | 3ª en Puntuación 8ª en Scratch                                   |
| 2003 | Juegos Panamericanos             | Santo Domingo           | 1ª en Ruta 2ª en Persecución 3ª en Puntuación 5ª en Contrarreloj |
| 2004 | Campeonato Panamericanos de Ruta | Tinaquillo y San Carlos | 1ª en Ruta 3ª en Contrarreloj                                    |
| 2004 | Campeonato del Mundo             | Melbourne               | 1ª en Scratch                                                    |
| 2004 | Juegos Olímpicos                 | Atenas                  | 10.ª en Puntuación                                               |
| 2006 | Campeonato del Mundo             | Burdeos                 | 4ª en Puntuación                                                 |
| 2007 | Juegos Panamericanos             | Río de Janeiro          | 1ª en Puntuación 4ª en Ruta                                      |
| 2008 | Campeonato del Mundo             | Mánchester              | 5ª en Puntuación                                                 |
| 2008 | Juegos Olímpicos                 | Pekín                   | 2ª en Puntuación                                                 |